# Bolboceras sculpturatum
Bolboceras sculpturatum är en skalbaggsart som beskrevs av Mannerheim 1829. Bolboceras sculpturatum ingår i släktet Bolboceras och familjen Bolboceratidae. Inga underarter finns listade.